# 香港今旅
香港今旅（英語：Hotel Jen）是香港的一間四星級酒店，位處香港島石塘咀皇后大道西508號，前身是永發大廈和石塘咀公共圖書館，酒店於1999年開幕，樓高28層，共提供283間豪華客房，包括275間寬敞舒適的客房，以及5間豪華套房及3間傷殘人士客房，由香格里拉酒店集團管理。
2008年3月1日前，酒店名為香港諾富特世紀海景酒店（Novotel Century Harbourview Hotel），由雅高集團管理。後來由於易手關係，改名為仁民飯店（Hotel Jen）。2010年8月1日起，仁民飯店更名為香港盛貿飯店（Traders Hotel Hong Kong）。2014年10月6日獲香格里拉酒店集團重塑Hotel Jen品牌，復名为英文原稱，中文名稱則更改為香港今旅。近期酒店則偏向以香港Jen酒店名義對外經營。

## 酒店設施
- 健身中心
- 會議室
- 大型巴士停車場
- 屋頂室外游泳池
- 商務咖啡廳
- 商務中心
- 按摩
- 餐廳
- 酒吧

## 餐廳
- 馬來一菜館
- Lobby Bar

### 已結業
- Jen Cafe
- 海天閣（西餐）

## 零售商戶（酒店外圍）
- 東海堂

## 獎項
- TTG Asia ——最佳經濟型旅館 （2008年10月） [3]

## 註腳
1. ↑  .   [2008-02-28]. （原始内容存档于2008-03-08）. （页面存档备份，存于）
2. ↑  .   [2014-12-16]. （原始内容存档于2014-12-17）. （页面存档备份，存于）
3. ↑  .   [2008-11-23]. （原始内容存档于2008-10-11）. （页面存档备份，存于）

## 參看
- 香港酒店列表
- 港島香格里拉酒店
- 九龍香格里拉酒店
- 香格里拉酒店集團

## 外部連結
- 香港今旅 官方网站